# Anulus
Anulus je proteinski prsten koji se nalazi oko pora stanične jezgre.
Odgovoran je za kontrolirani promet molekula.

## Vanjske poveznice
- Miniaturbildübersicht Kernpore (Porus nuclearis)  Arhivirana inačica izvorne stranice od 28. lipnja 2015. (Wayback Machine) Elektronenmikroskopischer Atlas von Zellen, Geweben und Organen im Internet